# Mastócito
O mastócito (por vezes também referido por labrócito) é uma célula do tecido conjuntivo, originado de células hematopoiéticas situadas na medula óssea. Contém no seu interior uma grande quantidade de grânulos citoplasmáticos cheios de histamina (substância envolvida nos processos de reações alérgicas) e heparina (uma substância anticoagulante).  Dentro do citoplasma dos mastócitos existem vários grânulos metacromáticos (têm a capacidade de mudar a cor de determinados corantes básicos) em função de sua alta concentração de radicais ácidos presentes na heparina (proteoglicanos acídicos).
O fator de citocina de célula-tronco (ligante c-Kit) é fundamental na formação e desenvolvimento dos mastócitos. Naturalmente, os mastócitos maduros não são encontrados na circulação sanguínea, mas sim, em tecidos geralmente adjacentes a pequenos vasos sanguíneos e nervos.
O seu papel mais conhecido é na reação alérgica. Desempenha também um papel de proteção, estando envolvido no sarar das feridas e na defesa contra organismos patogênicos.
O mastócito não pode ser confundido com o basófilo, pois têm origens diferentes. Tanto o basófilo quanto o mastócito se originam na medula óssea e suas semelhanças levaram a acreditar que um se diferenciava do outro, no entanto evidências experimentais mostraram que seus precursores na medula são diferentes. O basófilo sai da medula óssea no seu estado maduro e os mastócitos circulam na sua forma imatura, apenas amadurecendo no tecido de atuação.
Mastócitos da mucosa estão presentes no intestino e nos pulmões. É a principal célula responsável pelo famoso choque anafilático local (no tecido conjuntivo). Expressam receptores de alta afinidade na membrana plasmática para um tipo de anticorpo denominado IgE, o qual está presente em sua superfície e manifesta respostas específicas para imunoglobulinas. Quando os anticorpos da superfície dos mastócitos se ligam ao antígeno, eventos de sinalização são provocados e fazem com que haja uma liberação dos conteúdos dos grânulos citoplasmáticos para dentro do espaço extravascular. 
Por possuírem grandes quantidades de histamina no seu interior, são importantes no processo de linha de ataque contra inflamações. O tecido quando lesionado sofre diversas reações. Os mastócitos começam com a liberação de prostaglandina para as terminações nervosas comunicarem dor. Após isso, os mastócitos começam a liberar histamina para provocar a vasodilatação e consequentemente o extravasamento de plasma, resultando em um acúmulo de líquido na região formando, assim, o edema. 
Funcionam como sentinelas nos tecidos, onde eles reconhecem produtos microbianos e respondem produzindo citocinas e outros mediadores que induzem inflamação. Estas células fornecem defesa contra helmintos e outros microrganismos, mas também são responsáveis pelos sintomas das doenças alérgicas.